# Gianna Woodruff
Gianna Ursula Woodruff Washington (Santa Monica, 18 novembre 1993) è un'ostacolista panamense.

## Biografia
Nata e cresciuta in California, compete negli Stati Uniti dal 2010 nella corsa ad ostacoli. Nel 2016 debutta con i colori di Panama ai Campionati ibero-americani di atletica leggera tenuti a Rio de Janeiro, conquistando una medaglia d'argento alle spalle dell'uruguayana Déborah Rodríguez. L'anno seguente, oltre a vincere i campionati sudamericani partecipa ai Mondiali di Londra, partecipazione ripetuta nel 2019 a Doha. Nel 2018, nel corso dei Giochi CAC ha stabilito il record sudamericano nei 400 metri ostacoli.

## Palmarès
| Anno | Manifestazione             | Sede           | Evento   | Risultato   | Prestazione | Note                                     |
| ---- | -------------------------- | -------------- | -------- | ----------- | ----------- | ---------------------------------------- |
| 2016 | Campionati ibero-americani | Rio de Janeiro | 400 m hs | Argento     | 57"34       |                                          |
| 2017 | Campionati sudamericani    | Asunción       | 400 m hs | Oro         | 56"04       |                                          |
| 2017 | Mondiali                   | Londra         | 400 m hs | Semifinale  | 57"32       |                                          |
| 2017 | Giochi bolivariani         | Santa Marta    | 400 m hs | Argento     | 58"06       |                                          |
| 2017 | Giochi centramericani      | Managua        | 400 m hs | Oro         | 57"85       |                                          |
| 2017 | Giochi centramericani      | Managua        | 4×100 m  | Argento     | 46"74       |                                          |
| 2018 | Giochi sudamericani        | Cochabamba     | 400 m hs | Bronzo      | 57"68       |                                          |
| 2018 | Giochi CAC                 | Barranquilla   | 400 m hs | 6ª          | 55"60       | Record sudamericano                      |
| 2019 | Campionati centroamericani | Managua        | 400 m hs | Oro         | 57"78       |                                          |
| 2019 | Campionati centroamericani | Managua        | 4×100 m  | Argento     | 46"42       |                                          |
| 2019 | Campionati sudamericani    | Lima           | 400 m hs | Argento     | 56"76       |                                          |
| 2019 | Giochi panamericani        | Lima           | 400 m hs | 7ª          | 57"20       |                                          |
| 2019 | Mondiali                   | Doha           | 400 m hs | Semifinale  | 55"61       | Miglior prestazione personale stagionale |
| 2021 | Giochi olimpici            | Tokyo          | 400 m hs | 7ª          | 55"84       |                                          |
| 2022 | Mondiali                   | Eugene         | 400 m hs | 7ª          | 54"75       |                                          |
| 2023 | Giochi CAC                 | San Salvador   | 400 m hs | Argento     | 56"15       |                                          |
| 2023 | Mondiali                   | Budapest       | 400 m hs | Semifinale  | 54"71       |                                          |
| 2023 | Giochi panamericani        | Santiago       | 400 m hs | Oro         | 56"44       |                                          |
| 2024 | Giochi olimpici            | Parigi         | 400 m hs | Ripescaggio | 55"10       |                                          |
| 2025 | Campionati sudamericani    | Mar del Plata  | 400 m hs | Oro         | 56"57       | Miglior prestazione personale stagionale |